# Agnes Mooreheadová
Agnes Robertsonová Mooreheadová (6. prosince 1900 – 30. dubna 1974) byla americká herečka, jejíž 41letá kariéra zahrnovala práci v rozhlase, na jevišti, ve filmu a v televizi. Nejvíc ji proslavila role Endory v televizním seriálu Bewitched, ale měla také významné role ve filmech jako Občan Kane, The Magnificent Ambersons, Dark Passage, All That Heaven Allows, Show Boat a Hush. . . Hush, Sweet Charlotte.
Mooreheadová zřídka hrála hlavní role, ale její dovednost v oblasti rozvoje postav a rozsah hereckého umění jí vynesly kromě nominací na čtyři Oscary a šest cen Emmy také jednu cenu Primetime Emmy a dvě ceny Zlatý glóbus. Byla první ženou, která uváděla obřad udílení Oscarů. Její přechod k televizi jí získal uznání za role v televizních dramatech a komediích. Mohla hrát mnoho různých typů, ale často ztvárňovala povýšené a arogantní postavy.